# Oligodon dorsalis
Espèce
Synonymes
- Elaps dorsalis Gray & Hardwicke, 1835

Oligodon dorsalis est une espèce de serpent de la famille des Colubridae.

## Répartition
Cette espèce se rencontre :
- au Bangladesh ;
- en Birmanie ;
- au Bhoutan ;
- en Inde, dans l’État d'Assam ;
- en Thaïlande.

## Publication originale
- Gray, 1835 : Illustrations of Indian Zoology, chiefly selected from the collection of Major-General Hardwicke. vol. 2, p. 1-263 (texte original).